# مقاطعة بقعة
مقاطعة بقعة هي تقسيم إداري في ولاية طشقند في أوزبكستان. مركزها مدينة بقعة.